# Браун (округ, Міннесота)
Шаблон:StateAbbr_ 44°14′ пн. ш. 94°43′ зх. д. / 44.23° пн. ш. 94.72° зх. д.
О́круг Бра́ун (англ. Brown County) — округ (графство) у штаті Міннесота, США. Ідентифікатор округу 27015.

## Історія
Округ утворений 1855 року.

## Демографія
За даними перепису 2000 року
загальне населення округу становило 26 911 осіб, зокрема міського населення було 16 916, а сільського — 9995. Серед мешканців округу чоловіків було 13 331, а жінок — 13 580. В окрузі було 10 598 домогосподарств, 7164 родини, які мешкали в 11 163 будинках.
Середній розмір родини становив 3.
Віковий розподіл населення поданий у таблиці:
| Стать    | До 15 років | 15-21 | 22-29 | 30-39 | 40-49 | 50-65 | 65-85 | Понад 85 |
| -------- | ----------- | ----- | ----- | ----- | ----- | ----- | ----- | -------- |
| Чоловіки | 2742        | 1686  | 1147  | 1701  | 2073  | 1992  | 1772  | 218      |
| Жінки    | 2616        | 1537  | 980   | 1705  | 2025  | 1987  | 2234  | 496      |

## Суміжні округи
- Ніколлет — північний схід
- Блю-Ерт — південний схід
- Ватонван — південь
- Коттонвуд — південний захід
- Редвуд — захід
- Ренвілл — північний захід

## Виноски
1. ↑  US Decennial Census. US Census Bureau. Архів оригіналу за 26 квітня 2015. Процитовано 5 жовтня 2014.
2. ↑  Historical Census Browser. University of Virginia Library. Архів оригіналу за 11 серпня 2012. Процитовано 5 жовтня 2014.
3. ↑  Population of Counties by Decennial Census: 1900 to 1990. US Census Bureau. Архів оригіналу за 4 серпня 2014. Процитовано 5 жовтня 2014.
4. ↑  Census 2000 PHC-T-4. Ranking Tables for Counties: 1990 and 2000 (PDF). US Census Bureau. Архів оригіналу (PDF) за 18 грудня 2014. Процитовано 5 жовтня 2014.
5. ↑  State & County QuickFacts. Бюро перепису населення США. Архів оригіналу за 7 липня 2011. Процитовано 31 серпня 2013. [Архівовано 2011-06-06 у Wayback Machine.](англ.) Наведено за англійською вікіпедією.
6. ↑  American FactFinder. Бюро перепису населення США. Архів оригіналу за 26 лютого 2012. Процитовано 31 січня 2008. [Архівовано 2008-05-21 у Wayback Machine.]

| США | Це незавершена стаття з географії США. Ви можете допомогти проєкту, виправивши або дописавши її. |